# Zwartrugwoudaap
De zwartrugwoudaap (Botaurus dubius, synoniem: Ixobrychus dubius) is een vogel uit de familie Ardeidae (reigers en roerdompen).

## Verspreiding en leefgebied
Deze soort komt voor in oostelijk en zuidwestelijk Australië en Nieuw-Guinea.